# Ocupación húngara de Vidin

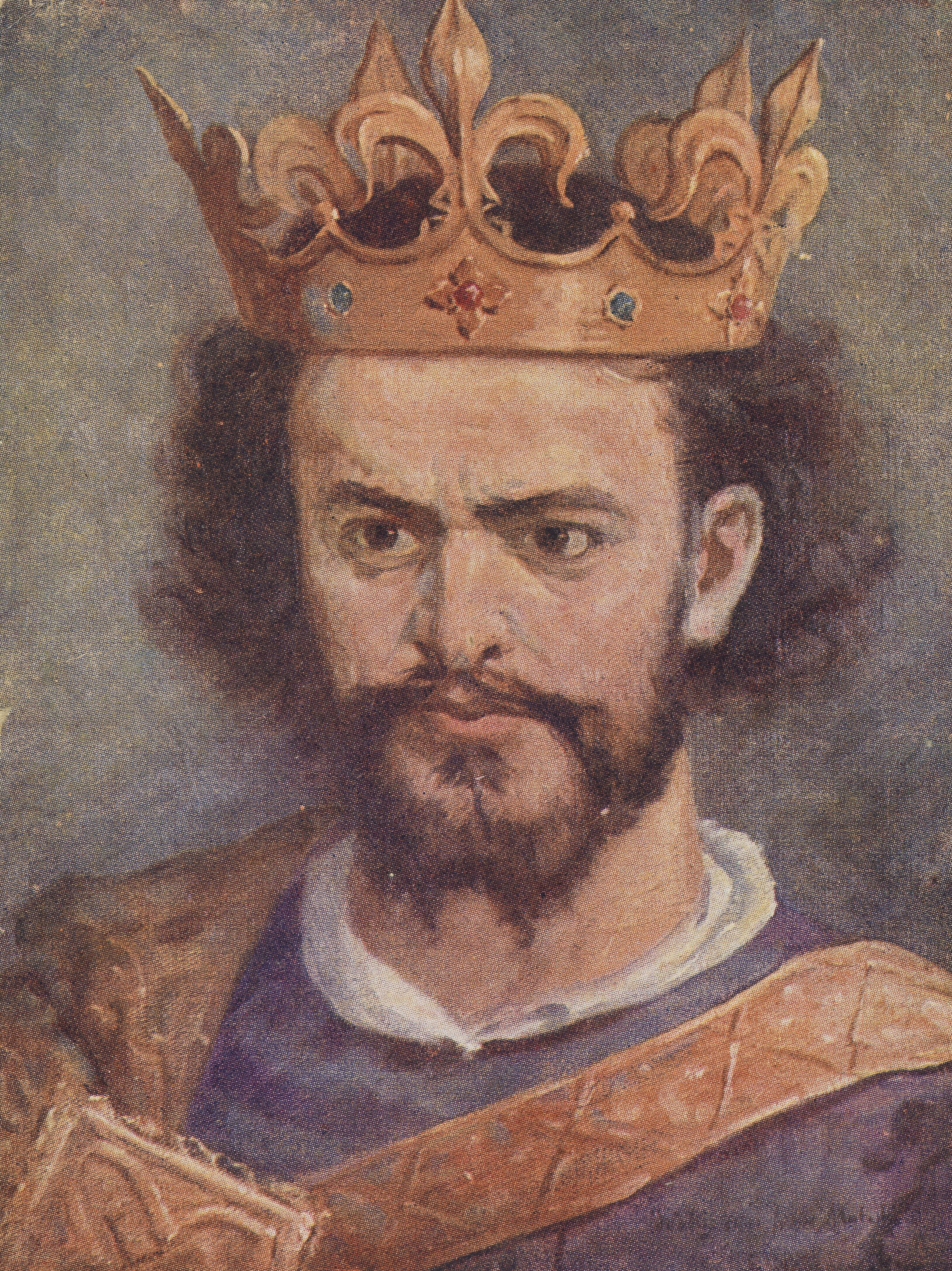
Retrato del de Luis I de Hungría.

La Ocupación húngara de Vidin fue un período en la historia de la ciudad y la región de Vidin, hoy en el noroeste de Bulgaria, cuando estaba bajo el dominio del Reino de Hungría desde 1365 hasta 1369.
Antes de 1359-1360, el heredero de la antigua corona búlgara Iván Sracimir se había establecido como gobernante infantado de Vidin del Segundo Imperio búlgaro y la había convertido en una principal entidad independiente. A principios de 1365 Luis I de Hungría, que al igual que sus predecesores se hacía llamar "rey de Bulgaria" (rex Bulgariae) entre otros títulos, exigió que Iván Sracimir reconociera su suzeranía y convertirse en su vasallo. Tras la negativa Sracimir, el rey de Hungría emprendió una campaña para conquistar el Zarato de Vidin. El 1 de mayo de 1365, partió de Hungría; llegó a Vidin el 30 de mayo y tomó la ciudad el 2 de junio, después de un breve asedio.
Los húngaros tomaron a Iván Sracimir y a su familia cautivos y los encarcelaron en la fortaleza de Humnik (en Bosiljevo en la actual Croacia). Poco después, los húngaros tomaron toda la tierra del Zarato de Vidin (conocido como Bodony en húngaro) y la convirtieron en una provincia del Reino de Hungría gobernado por un Ban. Inicialmente, el área fue gobernada por Pedro Himfi, el ban de Bratislava (Pozsony), y luego por Dionsio Laczkfi, un tipo de "voivoda de Transilvania, gobernador de Vidin y señor de los condados de Temes y Szolnok".
Después de establecer su régimen administrativo, los húngaros procedieron a convertir a los búlgaros ortodoxos al catolicismo, con la ayuda de los frailes franciscanos. A pesar de su corta duración, esta fue una de las primeras diócesis misioneras de Hungría. Según los datos húngaros, los franciscanos convirtieron a 200.000 personas o un tercio de la población de la región; Aunque la cifra es considerada extremadamente exagerada y poco realista, entre los convertidos estaban ciertamente Iván Sracimir y su familia real. Esa intolerancia religiosa es reflejada en la actitud negativa popular hacia el gobernante húngaro, atestiguada en una nota marginal en un libro religioso ortodoxo de la época: "Este libro fue escrito por el pecador y poco inteligente Dragan junto con su hermano Rayko en los días en que los húngaros gobernaron Vidin y era un gran dolor para el pueblo en ese momento."
El padre de Iván Sracimir, el zar Iván Alejandro, gobernante de Bulgaria en Tarnovo, no podía hacer nada para detener la invasión húngara y la captura de su hijo. Varios años más tarde, sin embargo, se aprovechó de la detención de emperador bizantino Juan V Paleólogo en Vidin y el conde de Saboya Amadeo VI hizo campaña en la costa búlgara del Mar Negro para organizar una coalición ortodoxa y salvar Vidin. Para unirse a la alianza, Iván Alejandro ofreció al emperador bizantino los puertos del Mar Negro al sur de Nesebar (Messembria), a cambio, sin embargo, Juan V tuvo que pagar 180.000 florines a Vladislav I de Valaquia, voivoda de Valaquia. El voivoda valaco quería, a cambio, apoderarse de Vidin y cederla a Iván Alejandro.
En 1369, la ocupación húngara de Vidin llegó a su fin. A pesar de que la campaña inicial no fue del todo satisfactoria porque los húngaros tomaron la ciudad de nuevo, las negociaciones posteriores entre el Reino de Hungría y los aliados de Iván Alejandro, Vladislav I de Valaquia y Dobrotitsa, el déspota del semiindependiente Principado de Karvuna, condujeron el regreso de la ciudad a la posesión de Bulgaria. Se cree que Iván Sracimir fue reinstalado como gobernante de la región en el otoño de 1369.